# Groteske (Ornament)

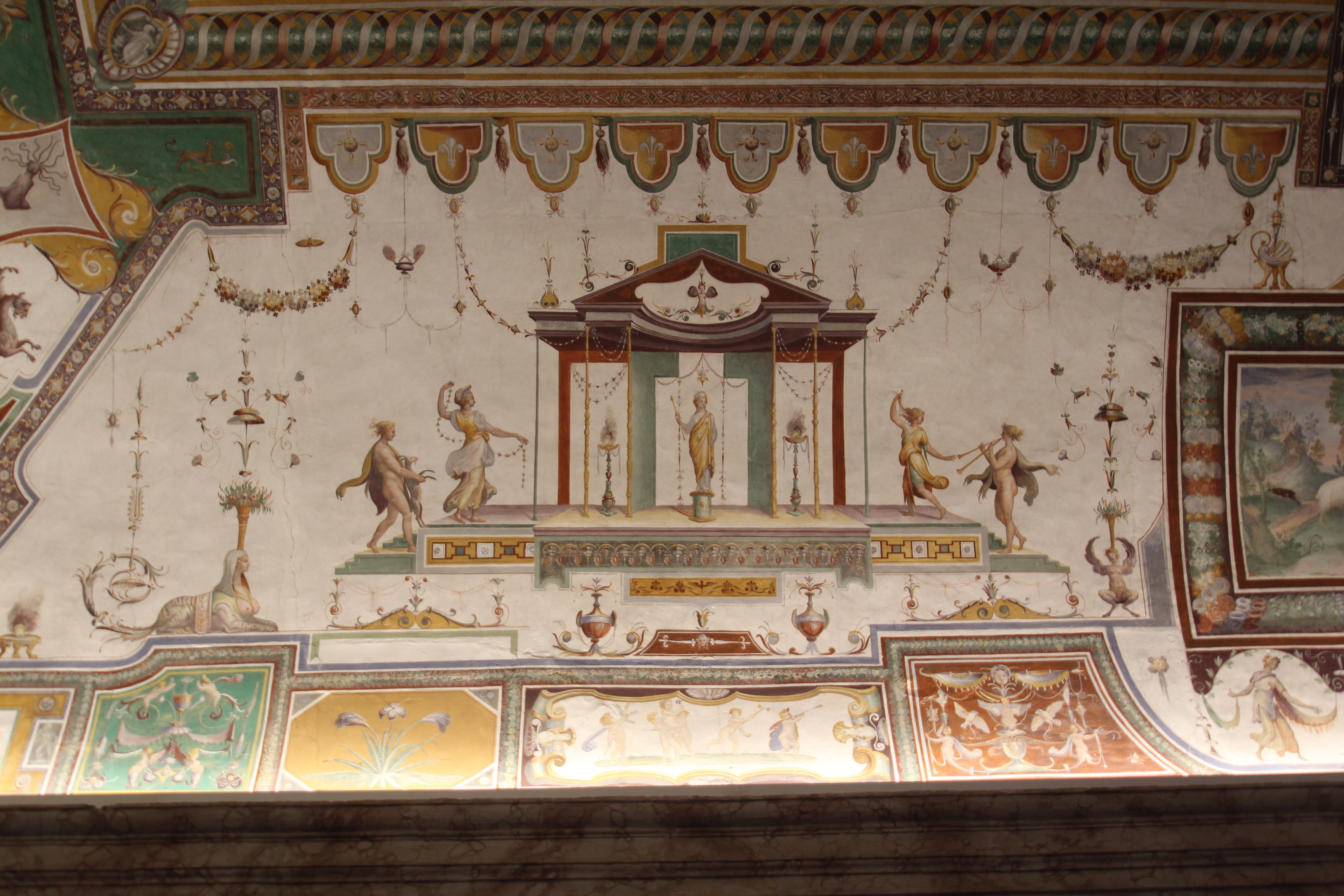
Groteskendekor in der Sala di Giove, Palazzo Farnese, Caprarola

Unter Groteske (auch: Grotteske; von italienisch grottesco zu grotta ‚Höhle‘, ‚Grotte‘) versteht man in der Kunstgeschichte eine Ornamentform, die besonders in Renaissance und Manierismus beliebt war, und aus „fantastisch gestaltetem“, feingliedrigem, leicht und luftig angeordnetem Rankenwerk besteht, das neben pflanzlichen Formen auch Tier- und Menschenfiguren, phantastische Mischwesen, Vasenmotive, architektonische Elemente und anderes einbeziehen kann.

## Geschichte

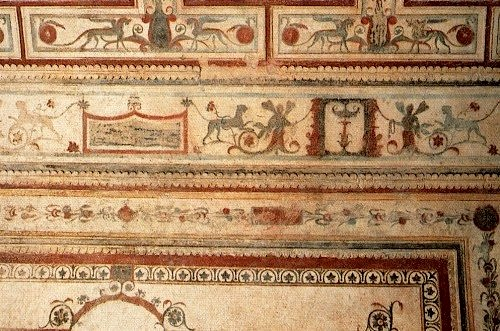
Antike Grotesken, Dekorationen in der Domus aurea, Rom, um 64–68 n. Chr.

Der erstmals für 1502 nachgewiesene Begriff entstand in der Renaissance, bald nachdem man gegen 1479 in Rom in der Domus aurea des Kaisers Nero ornamental ausgemalte Säle der römischen Antike entdeckt hatte, deren Eigenart sich mit der Beschreibung von Wanddekorationen im 7. Buch der Architectura des Vitruv deckte. Weil diese in verschütteten, also vermeintlich unterirdischen Räumen gefunden worden waren, bezeichnete man sie mit dem von grotta (it.: Höhle) abgeleiteten Adjektiv grottesco (it.: höhlenmäßig, wild, phantastisch), das seitdem nicht nur auf solche antiken Wanddekorationen, sondern auch auf ihre neuzeitlichen Ableitungen und dann darüber hinaus auf verzerrt-übersteigerte Schilderungen in der bildenden Kunst und Literatur angewandt wurde.
In frühen Nachahmungen der antiken Fresken, die ab etwa 1480 im Werk verschiedener Künstler auftreten – besonders bei Pinturicchio, Filippino Lippi, Ghirlandaio u. a. –, sind die Motive noch dicht zusammengeschoben und zeigen durch Akanthusranken einen eher schweren Duktus.

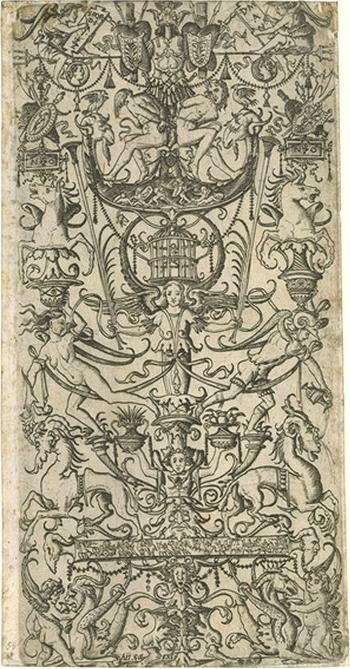
Italienischer Ornamentstich mit Grotesken, Nicoletto da Modena, ca. 1500 – ca. 1520.

Dagegen malte ab 1515 Giovanni da Udine aus der Werkstatt Raffaels in den Loggien des Vatikans lockerer komponierte Girlanden und Gehänge, die als prominenteste und vorbildhafteste Beispiele für die Groteskenmalerei der Renaissance gelten. Wandmalereien in der Villa Madama (Rom, 1518/27), der Villa d’Este (Rom, 1560/72), dem Palazzo Farnese in Caprarola (1579/1600) und vielen anderen italienischen Palästen und Villen schließen sich an, bis diese Ornamente in Italien mit dem Ende des Manierismus nach 1600 aus der Mode kommen. Nördlich der Alpen hingegen werden sie, durch Ornamentstiche vermittelt, weiterentwickelt und abgewandelt.
Die Kupferstecher Hans Sebald Beham, Daniel Hopfer und Peter Flötner sind süddeutsche Vertreter eines römisch inspirierten Ornamentstils. Kandelaber sind hier ein beliebtes Hauptmotiv. Der Norden dagegen entwickelte erst mit dem sog. Florisstil, dann dem Beschlagwerk, dem Roll-, dem Schweif- und Ohrmuschelwerk ganz eigenständige Varianten der Groteske. Sie gingen von der Kupferstichproduktion in den niederländischen Verlagszentren aus und zeigten nachhaltige Wirkungen auch in der norddeutschen Architektur von der Mitte des 16. bis zur Mitte des 17. Jahrhunderts.
Eine noch kontinuierlichere Entwicklung ist in der französischen Kunst zu beobachten: Die Grotesken-Stiche von Du Cerceau (1550/66) richteten sich noch nach italienischen Vorbildern. Geschweifte Bänder und schwingende Ranken sind für Étienne Delaunes Blätter (1560/80) typisch. Im 17. Jahrhundert werden die Ranken schwerer und vegetabiler, die Abwandlung und Vermischung mit anderen Ornamentmotiven (z. B. der Arabeske) bringt hier eine begriffliche Unschärfe mit sich. Mit dem Bandelwerk (1680–1720) und der Rocaille (1730–1800) im 18. Jahrhundert wird das französische Ornament wieder elegant und leicht, auch nähert sich der bildliche Kontext des Rokoko-Muschelwerks der Idee der Grotte wieder an, doch wurde der antikische Bedeutungshintergrund und Begriffsumfang der Groteske im engeren Sinn hier verlassen. 
Angeregt durch die Ausgrabungen in Pompeji in der Mitte des 18. Jahrhunderts greift etwa ab 1760 der Klassizismus bewusst wieder auf ursprüngliche Groteskenelemente zurück, deren römisch-imperiale Herkunft sehr wohl wahrgenommen wurde. Ausgehend von Italien verbreitet sich dieser pompejanische Stil auch im übrigen Europa, besonders in Frankreich, England und Norddeutschland.
Im Historismus, und besonders seit der Wiener Weltausstellung 1873 verstärkt sich der Rückgriff auf die Renaissance und belebt noch einmal die Verwendung von Grotesken-Ornamenten wieder: im Kunsthandwerk (Möbel, Metall, Fayencen, Wanddekoration), in der Buchkunst und in der Architektur.

## Bildbeispiele

Grotesken in Dekorationsmalerei und Ornamentstich
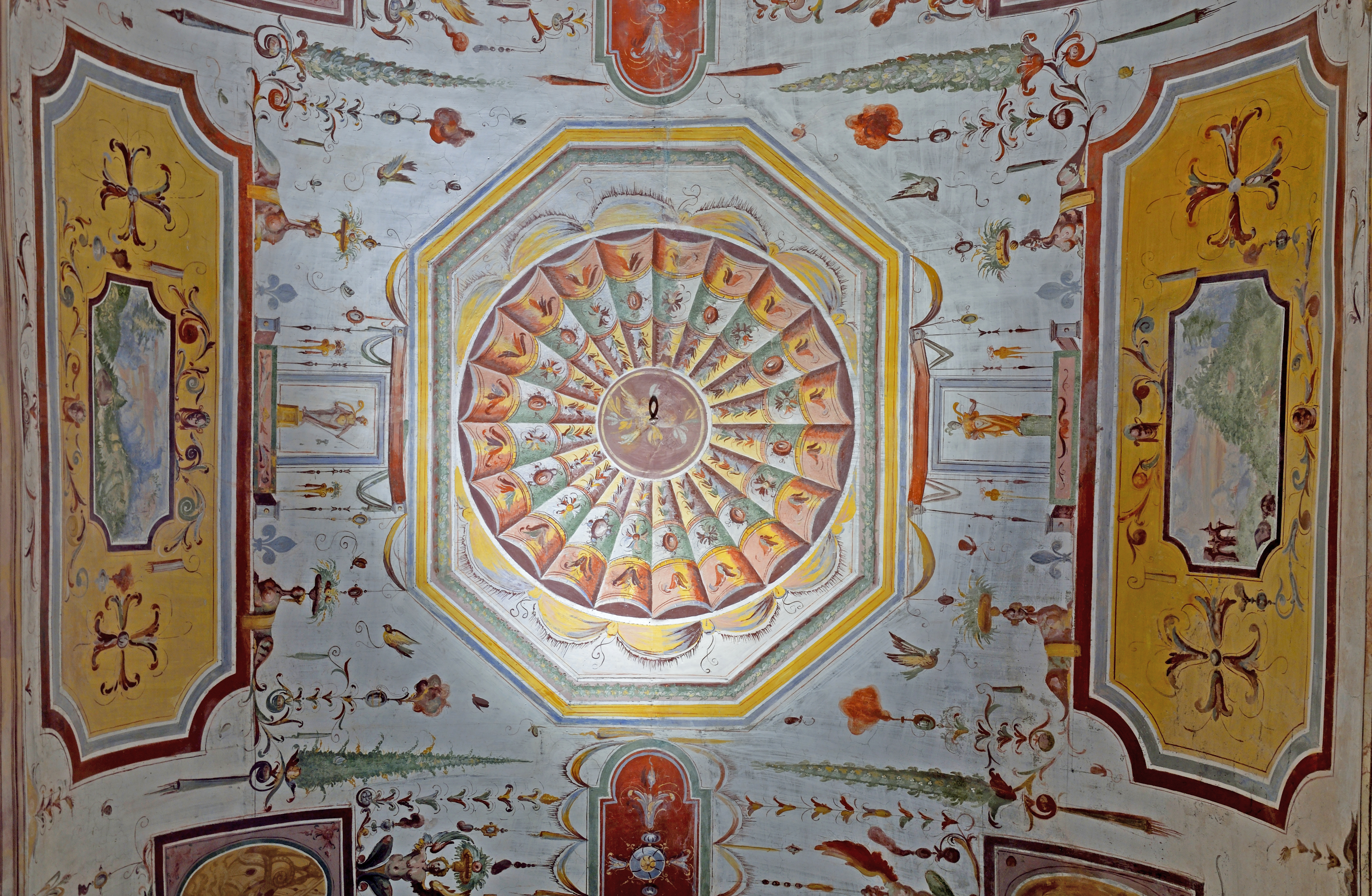
Groteskendekor an einer Decke im Palazzo Farnese, Caprarola, ca. 1560–1570
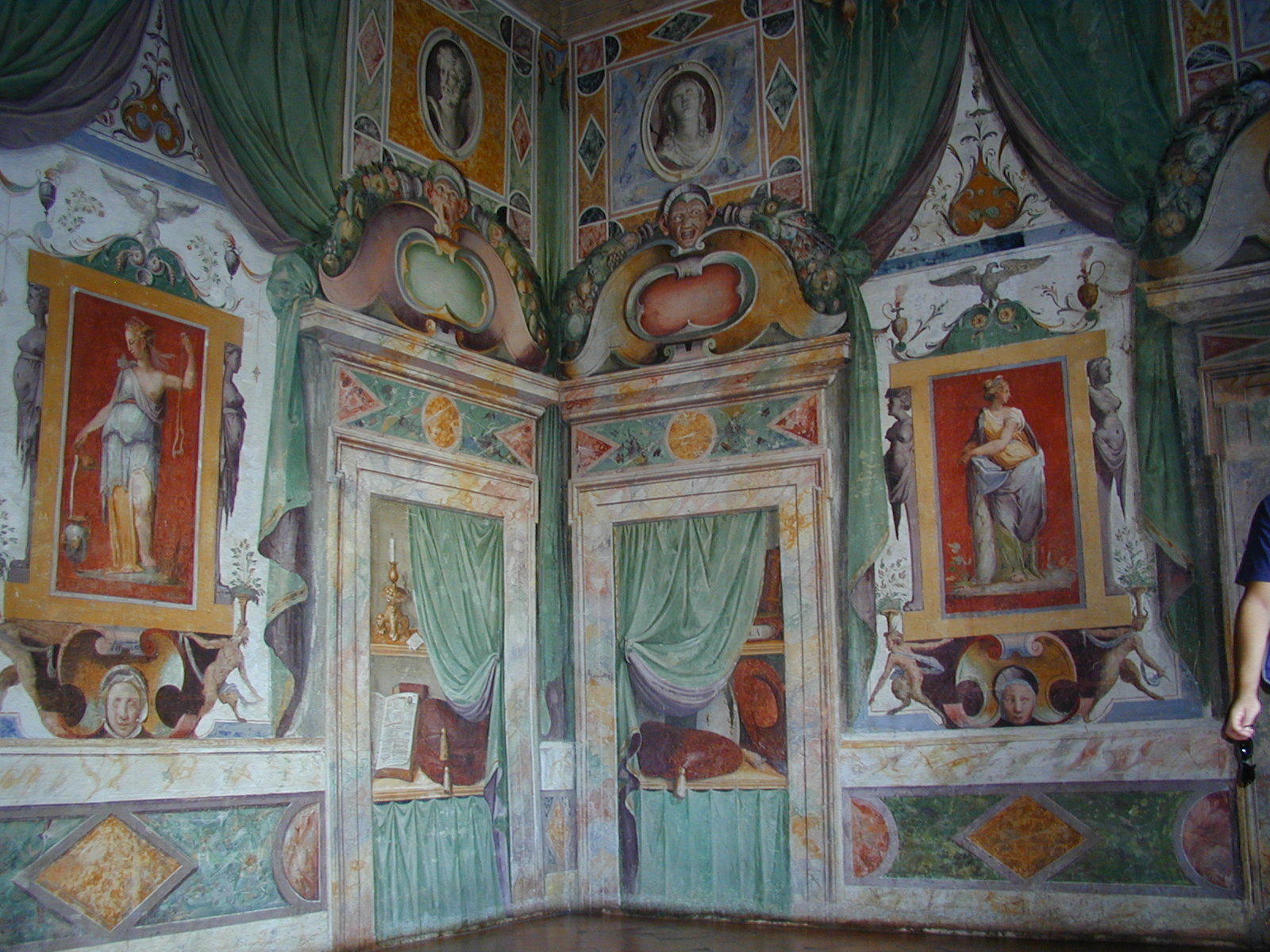
Wanddekoration mit Grotesken von Federico Zuccari in der Sala della gloria ('Saal des Ruhmes'), Villa d’Este, Tivoli,
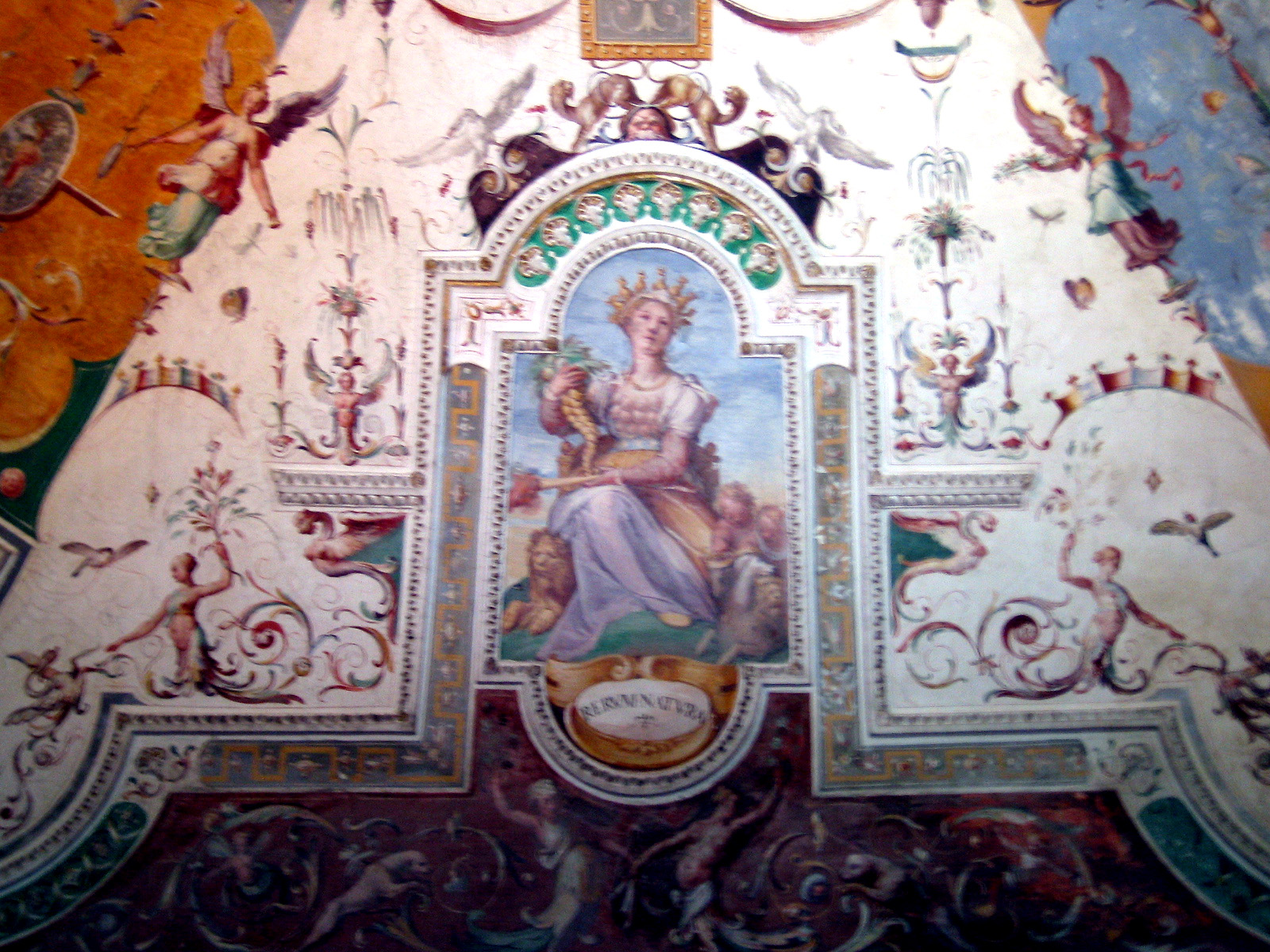
Grotesken-Fresko des 16. Jh. in der Villa d’Este, Tivoli
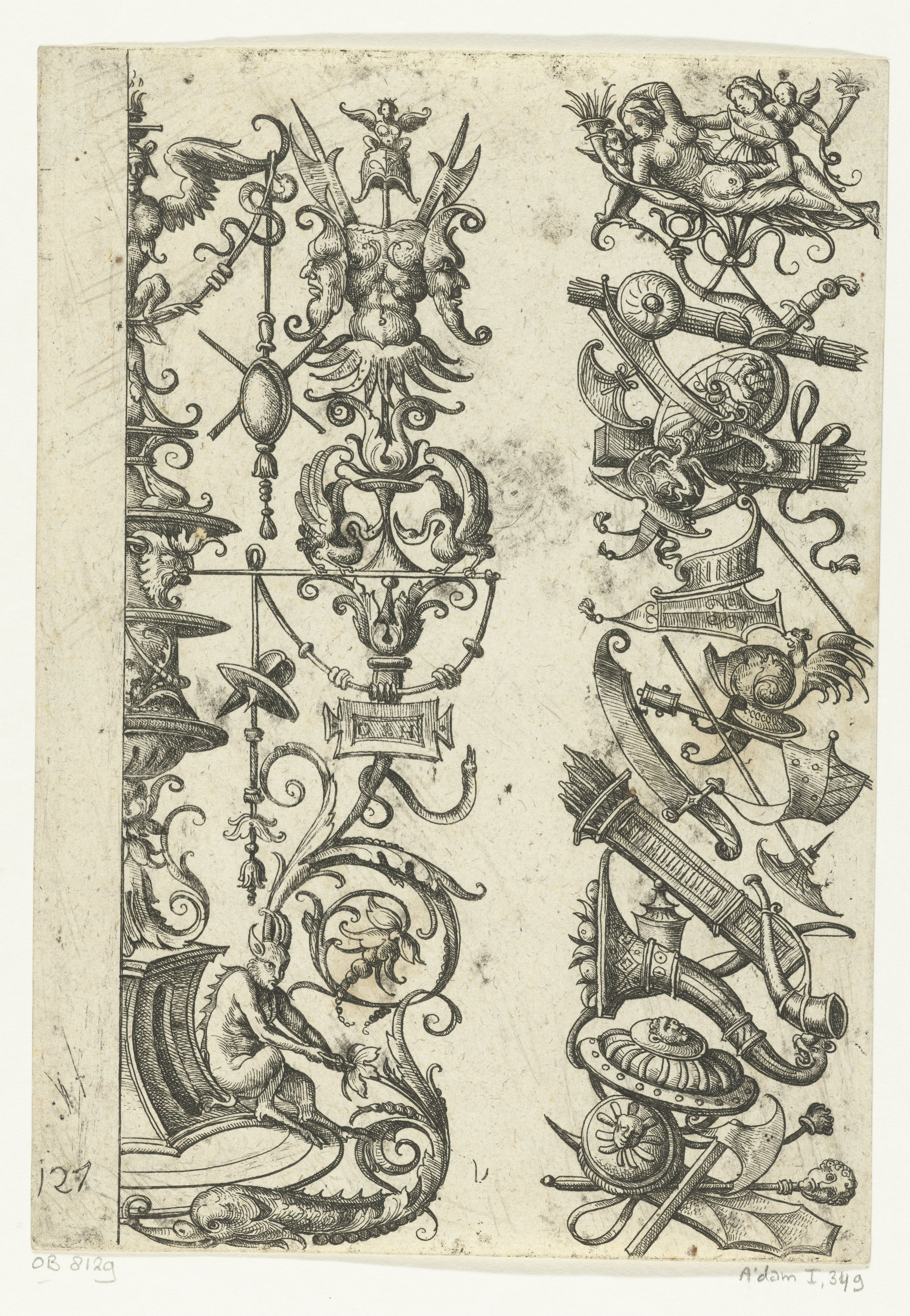
Zwei Füllungen. Ornamentstich von Daniel Hopfer, um 1500.